# Ваду-Ізей (комуна)
Ваду-Ізей (рум. Vadu Izei) — комуна у повіті Марамуреш в Румунії. До складу комуни входять такі села (дані про населення за 2002 рік):
- Ваду-Ізей (2310 осіб) — адміністративний центр комуни
- Валя-Стежарулуй (546 осіб)

Комуна розташована на відстані 418 км на північний захід від Бухареста, 35 км на північний схід від Бая-Маре, 126 км на північ від Клуж-Напоки.

## Населення
За даними перепису населення 2002 року у комуні проживали 2856 осіб.
Національний склад населення комуни:
| Національність | Кількість осіб | Відсоток |
| -------------- | -------------- | -------- |
| румуни         | 2849           | 99,8%    |
| українці       | 6              | 0,2%     |
| угорці         | 1              | < 0,1%   |

Рідною мовою назвали:
| Мова       | Кількість осіб | Відсоток |
| ---------- | -------------- | -------- |
| румунська  | 2848           | 99,7%    |
| українська | 7              | 0,2%     |
| угорська   | 1              | < 0,1%   |

Склад населення комуни за віросповіданням:
| Релігія            | Кількість осіб | Відсоток |
| ------------------ | -------------- | -------- |
| православні        | 2603           | 91,1%    |
| греко-католики     | 76             | 2,7%     |
| не релігійні       | 7              | 0,2%     |
| римо-католики      | 5              | 0,2%     |
| п'ятдесятники      | 5              | 0,2%     |
| атеїсти            | 3              | 0,1%     |
| реформати          | 1              | < 0,1%   |
| баптисти           | 1              | < 0,1%   |
| адвентисти         | 1              | < 0,1%   |
| не вказали релігію | 2              | 0,1%     |